# Rezerwat przyrody Dęby Napiwodzkie
Dęby Napiwodzkie – rezerwat przyrody położony w województwie warmińsko-mazurskim na terenie gminy Jedwabno, leśnictwo Nowy Las. Powierzchnia 36,95 ha (akt powołujący podawał 37,11 ha). Utworzony został w 1989 roku dla ochrony zbiorowisk naturalnych – grądu, łęgu olchowego oraz boru mieszanego.
Na terenie rezerwatu występują m.in.: grąd gwiazdnicowy, dęby (300–350 lat), sosna (około 200 lat), lilia złotogłów, marzanka wodna, konwalia majowa, kruszyna pospolita.